# Asbjørn Andersen
Hans Asbjørn Gammelmark Andersen (30. august 1903 i København – 10. december 1978 i Silkeborg) var en dansk skuespiller og instruktør.
Han var elev på Betty Nansen Teatret 1926-1928 og engageret ved teatret 1928-1937.
Herefter optrådte han ved forskellige privatteatre i København.
Fra 1957 ansat på Det kongelige Teater.
Han er far til skuespillerinden Ulla Asbjørn Andersen.

## Filmografi
- Med fuld musik (1933)
- Københavnere (1933)
- Barken Margrethe af Danmark (1934)
- 7-9-13 (1934)
- De bør forelske Dem (1935)
- Week-End (1935)
- Panserbasse (1936)
- Snushanerne (1936)
- Giftes-nej tak (1936)
- Det begyndte ombord (1937)
- Flådens blå matroser (1937)
- En lille tilfældighed (1939)
- Jens Langkniv (1940)
- Vi kunne ha' det så rart (1942)
- Natekspressen (P. 903) (1942)
- Et skud før midnat (1942)
- Ta' briller på (1942)
- Regnen holdt op (1942)
- Det brændende spørgsmål (1943)
- Når man kun er ung (1943)
- Mine kære koner (1943)
- Kriminalassistent Bloch (1943)
- Otte akkorder (1944)
- Den usynlige hær (1945)
- Affæren Birte (1945)
- I går og i morgen (1945)
- Stop Tyven (film) (1945)
- Man elsker kun een gang (1945)
- Det gælder din frihed (1946)
- Oktoberroser (1946)
- Mani (1947)
- Sikken en nat (1947)
- My name is Petersen (1947)
- Lykke på rejsen (1947)
- Mens porten var lukket (1948)
- Tre år efter (1948)
- For frihed og ret (1949)
- Historien om Hjortholm (1950)
- Café Paradis (1950)
- Mosekongen (1950)
- Fra den gamle købmandsgård (1951)
- Alt dette og Island med (1951)
- Lyntoget (1951)
- Bag de røde porte (1951)
- Kærlighedsdoktoren (1952)
- Adam og Eva (1953)
- Jan går til filmen (1954)
- Altid ballade (1955)
- Blændværk (1955)
- Den store gavtyv (1956)
- Hvad vil De ha'? (1956)
- Ung leg (1956)
- Ingen tid til kærtegn (1957)
- Tre piger fra Jylland (1957)
- Tag til marked i Fjordby (1957)
- Mariannes bryllup (1958)
- Verdens rigeste pige (1958)
- Paw (1959)
- Eventyrrejsen (1960)
- Frihedens pris (1960)
- Gymnasiepigen (1960)
- Flemming på kostskole (1961)
- Reptilicus (1961)
- Gøngehøvdingen (1961)
- Det stod i avisen (1962)
- Han, hun, Dirch og Dario (1962)
- Prinsesse for en dag (1962)
- Det støver stadig (1962)
- Støv for alle pengene (1963)
- Et døgn uden løgn (1963)
- Kampen om Næsbygaard (1964)
- Næsbygaards arving (1965)
- Mor bag rattet (1965)
- Søskende (1966)
- Krybskytterne på Næsbygaard (1966)
- Slap af, Frede (1966)
- Dage i min fars hus (1968)
- De røde heste (1968) (1968)
- Stormvarsel (1968)
- Ballade på Christianshavn (1971)
- Manden på Svanegården (1972)
- Olsen Bandens store kup (1972)
- I din fars lomme (1973)
- Kassen stemmer (1976)
- Olsenbanden for full musikk! (1976)
- Olsen-banden ser rødt (1976)